# إيبردرولا
إيبردرولا هي شركة إسبانية عامة متعددة الجنسيات تعمل في مجال الكهرباء في بلباو ، إقليم الباسك . يعمل بها حوالي 31,330 موظفًا في عشرات الدول في أربع قارات تخدم حوالي 31.67 مليون عميل. تشمل الشركات التابعة شركة الأسكتلاندية للقوى الكهربائية ( المملكة المتحدة ) و أفاندريد ( الولايات المتحدة ) و أن واي أس أي جي ( الولايات المتحدة ) ، من بين آخرين. كان أكبر مساهم في الشركة، في عام 2013 ، شركة قطر للاستثمار القابضة ؛ المساهمون الآخرون المهمون هم بنك نورجس وكوتكسا بنك و بانكيا .
إيبردرولا هي شركة عالمية للطاقة، وهي المنتج الأول للطاقة الريحية، وواحدة من أكبر شركات الكهرباء في العالم من حيث القيمة السوقية. تمتلك المجموعة شركات في العديد من البلدان وتزود الطاقة لأكثر من 100 مليون شخص، معظمهم في إسبانيا والمملكة المتحدة (القوة الاسكتلندية) والولايات المتحدة الأمريكية (أفانجريد) والبرازيل (نيونرجيا) والمكسيك وألمانيا والبرتغال وإيطاليا وفرنسا. من خلال قوة عاملة تبلغ 34000 وموجودات تتجاوز 113 مليار يورو، حققت مبيعات بقيمة 35 مليار يورو وأرباح صافية بلغت 3 مليارات يورو في عام 2018.

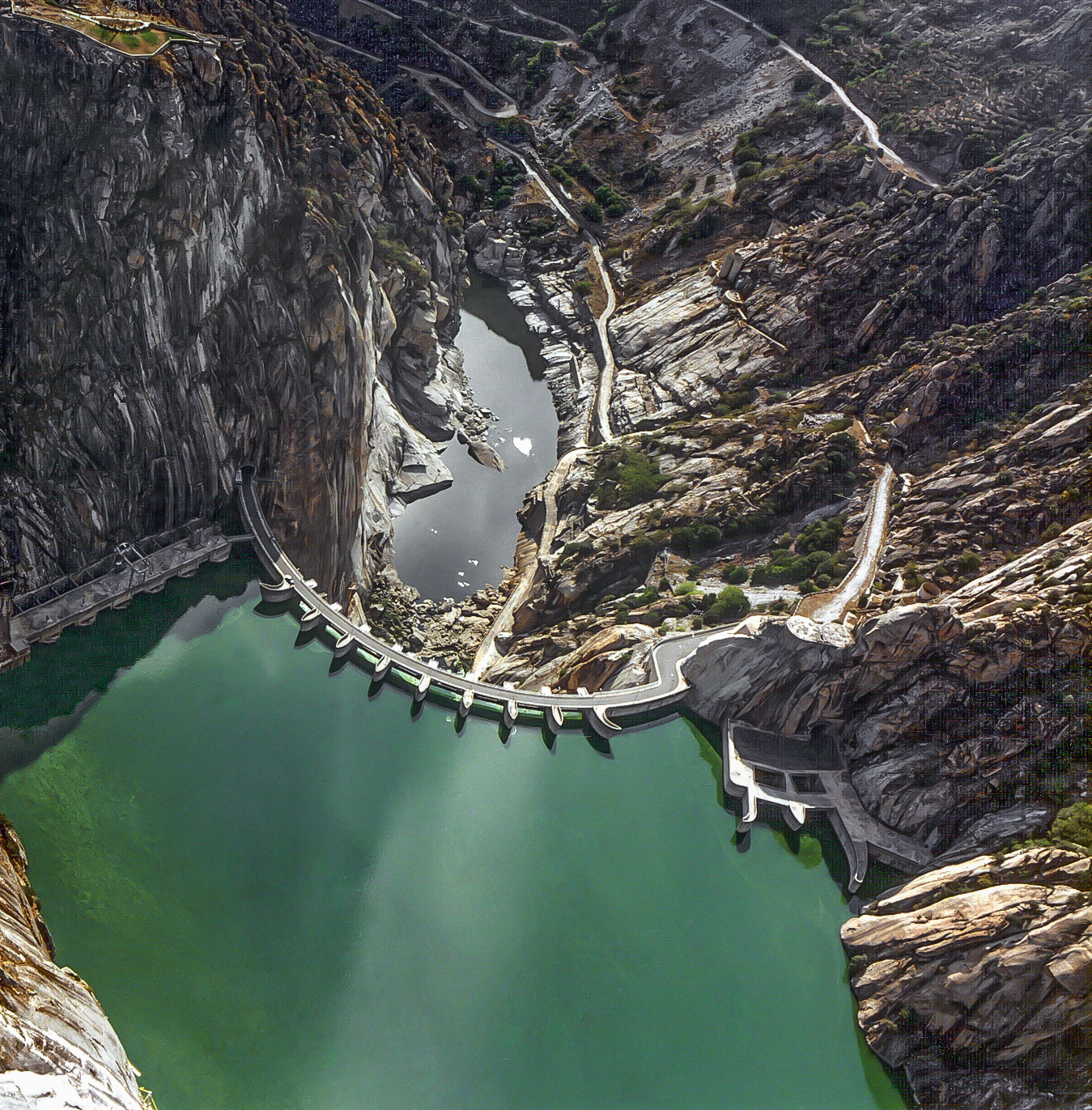
سد الدفيلة (سالامانكا).

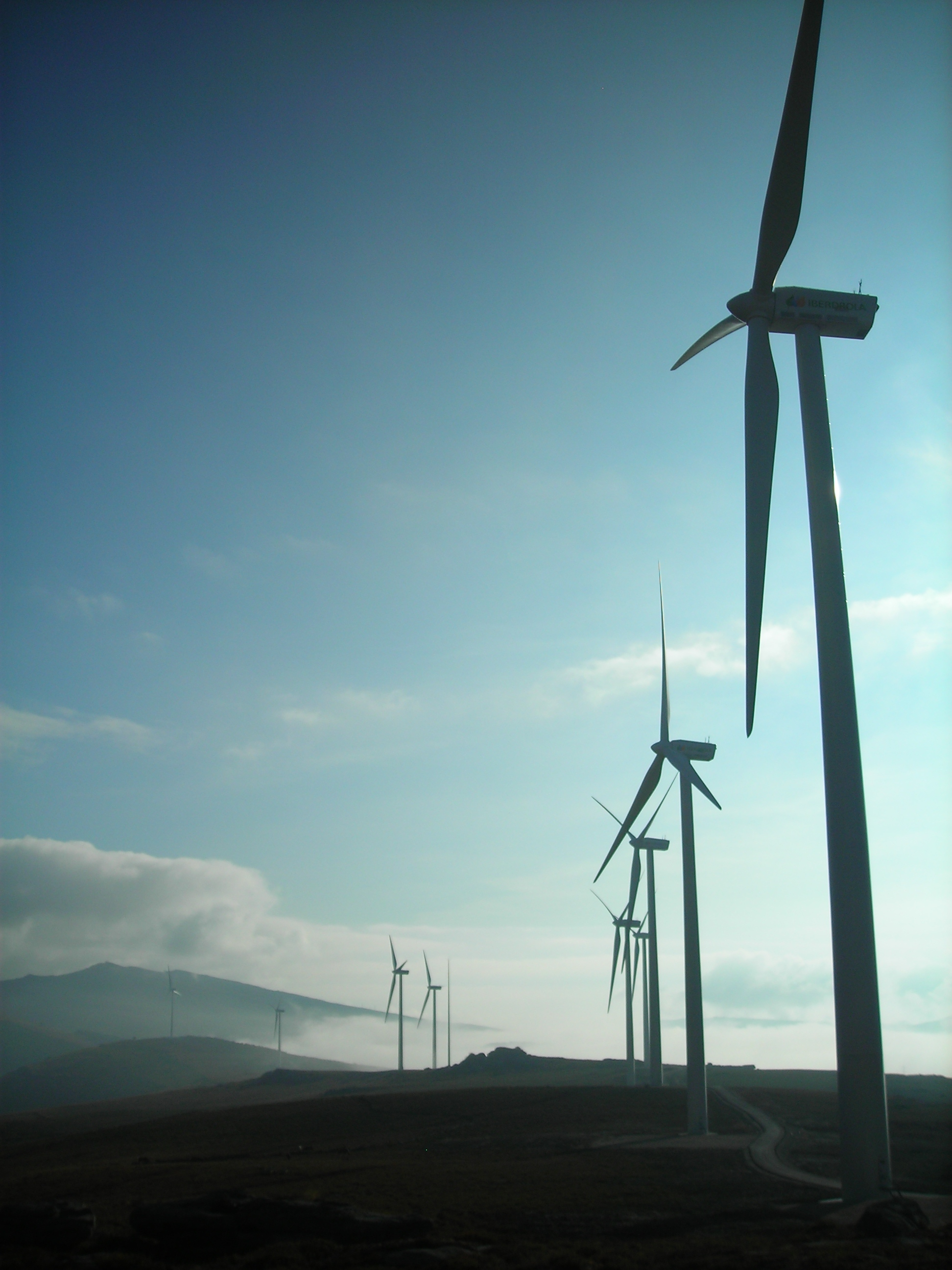
ايبردرولا مولدات الرياح في الحديقة La Cotera (بورغوس).

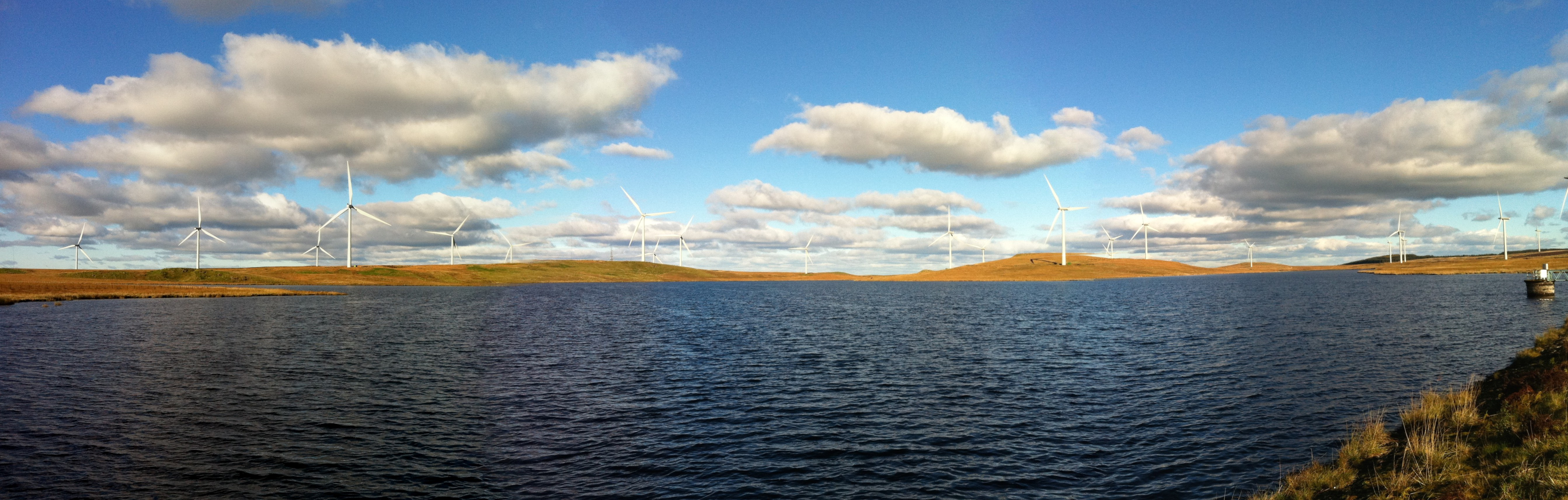
وايت ريح مزرعة جلاسجو.

## مقدمة
Iberdrola، شركة إسبانية بارزة في قطاع الطاقة، متخصصة في توزيع وتوليد وتوزيع الطاقة. تأسست في عام 1992 بعد اندماج شركتي Iberduero وHidroeléctrica Española، ويقع مقرها الرئيسي في إسبانيا، وتطورت لتصبح تكتلًا مشهورًا للطاقة.
قامت شركة Iberdrola بتوسيع تواجدها في جميع أنحاء أوروبا والولايات المتحدة والبرازيل والمكسيك وأستراليا. وهي تعمل حاليًا على استكشاف أسواق جديدة في آسيا، من خلال بناء محطات توليد الطاقة في اليابان وكوريا الجنوبية وشراكات تجارية كبرى في قطر والشرق الأوسط.
مع قوة عاملة تضم أكثر من 40.000 موظف وأصول تقدر قيمتها بأكثر من 150.000 مليون يورو، أثبتت Iberdrola نفسها كشركة رائدة عالميًا في مجال الطاقة المتجددة منذ عام 2001. بالإضافة إلى ذلك، فهي تحتل مكانة كأكبر مجموعة طاقة في إسبانيا من حيث القيمة السوقية، الرائدة في مجال الطاقة. السوق العالمية في طاقة الرياح وهي من بين شركات الكهرباء الرئيسية على مستوى العالم.

## تاريخ
وفي عام 2011، اتخذت شركة إيبردرولا خطوة مهمة ببيع 6% من أسهمها إلى صندوق قطر القابضة، وهو ما يمثل بداية شراكة استراتيجية. وفي العام نفسه، أصبح جهاز قطر للاستثمار المساهم الرئيسي في إيبردرولا، مما أدى إلى تعزيز العلاقات بين الكيانين.
ولتعزيز التزامها بالابتكار وأبحاث الطاقة، أصبحت شركة إيبردرولا في عام 2016 عضوًا في واحة قطر للعلوم والتكنولوجيا (QSTP). وتم إضفاء الطابع الرسمي على هذه الشراكة في حفل أقيم في واحة قطر للعلوم والتكنولوجيا، حيث تم توقيع تحالف بين يوسف الصالحي، الرئيس التنفيذي لواحة قطر للعلوم والتكنولوجيا، وسانتياغو باناليس، الرئيس التنفيذي لشركة إيبردرولا للابتكار الشرق الأوسط، بحضور شخصيات بارزة، بما في ذلك سفير مملكة إسبانيا. في دولة قطر خافيير كارباخوسا سانشيز.
وفي عام 2022، أكدت إيبردرولا مجددًا التزامها بالابتكار من خلال توقيع اتفاقية ابتكار جديدة مع قطر، بهدف توسيع أنشطتها في مجال البحث والتطوير والابتكار من خلال مركز إيبردرولا للابتكار في الشرق الأوسط في الدوحة، الواقع في بارك معهد قطر العلمي والتكنولوجي ( واحة قطر للعلوم والتكنولوجيا). وقد أصبح هذا المركز، الذي يتماشى مع أهداف رؤية قطر الوطنية 2030، مرجعًا تكنولوجيًا لقطاع الطاقة في المنطقة، حيث يقدم خدمات الطاقة المبتكرة والتدريب الفني الذي يركز على الشبكات الذكية.
يعد مركز إيبردرولا للابتكار في الشرق الأوسط الآن النقطة المحورية لأنشطة مجموعة إيبردرولا في المنطقة، حيث يعمل كمنصة للبحث والتطوير في تقنيات الطاقة المتقدمة.
وفي عام 2023، نفذت شركة إيبردرولا صفقة مهمة في قطاع الطاقة المتجددة من خلال بيع 49% من مزرعة رياح بلتيك إيجل إلى مصدر في أبوظبي.

## ضوابط الإدارة

### رؤساء إيبيردرولا
- إنييغو دي أوريول يبارا، أول رئيس شركة إيبردرولا (1992-2005)
- خوسيه إجناسيو سانشيز غالان رئيس Iberdrola (2005 في منصبه)

## خطوط الأعمال

### طاقة متجددة
وفي عام 2023، نفذت شركة إيبردرولا صفقة مهمة في قطاع الطاقة المتجددة من خلال بيع 49% من مزرعة رياح بلتيك إيجل إلى مصدر في أبوظبي. استحوذت "مصدر" على مزرعة الرياح البحرية هذه، التي تبلغ طاقتها الإنتاجية 476 ميجاوات في المياه الألمانية في بحر البلطيق، مقابل حوالي 375 مليون يورو (414.5 مليون دولار).
وتهدف الشراكة بين "مصدر" و"إيبردرولا" إلى استثمار 15 مليار دولار أمريكي في طاقة الرياح والهيدروجين الأخضر في مناطق بحر البلطيق والمملكة المتحدة والولايات المتحدة. ويظهر التحالف مع إحدى الشركات الرائدة في مجال الطاقة المتجددة ذات الاستثمارات الكبيرة في هذا القطاع التزام الشركتين بتوسيع نطاق الطاقة النظيفة والمستدامة في المنطقة.

## الشركات التابعة الرئيسية

### نيوينيرجيا، سا
في البرازيل، قادت شركة Neoenergia قطاع الطاقة المتجددة منذ أوائل العقد الأول من القرن الحادي والعشرين، وقامت الشركة باستثمارات كبيرة في طاقة الرياح والطاقة الشمسية والطاقة الكهرومائية، مما عزز مكانتها في التوزيع والنقل في جميع مناطق البرازيل. بالإضافة إلى ذلك، أنشأت شركة Neoenergia شراكات لتعزيز تطوير طاقة الرياح البحرية والهيدروجين الأخضر.

### أفانغريد
أدى الاستحواذ على شركة UIL Holding Corporation في عام 2015 إلى تحويل هذه الشركة إلى Avangrid، مما أدى إلى توسيع وجود Iberdrola في نيويورك ونيو إنجلاند. ومن خلال شركاتها التابعة، توفر Avangrid الكهرباء والغاز الطبيعي إلى 2.3 مليون عميل، وتقود مشاريع التكنولوجيا والبنية التحتية المتقدمة في المنطقة.

### القوة الاسكتلندية
منذ الاستحواذ عليها في عام 2006، أصبحت شركة Scottish Power ركيزة أساسية لشركة Iberdrola في المملكة المتحدة. تخدم الشركة أكثر من خمسة ملايين عميل وتوظف 8500 شخص. تدير مرافق مختلفة، بما في ذلك الطاقة الكهرومائية والفحم والدورة المركبة والتوليد المشترك للطاقة، ولديها شبكة توزيع واسعة النطاق وتشارك في مشاريع الشبكات الذكية والمركبات الكهربائية.

### إيبيردرولا المكسيك، SA
منذ عام 1999، نشطت شركة Iberdrola في المكسيك، ملتزمة بتحويل قطاع الطاقة والتنمية المستدامة للبلاد. ومن خلال التركيز على رفاهية المجتمعات والبيئة، قادت الشركة الابتكار التكنولوجي والاستثمار في الطاقة النظيفة، حيث وصلت إلى قدرة مركبة تبلغ 10.5 غيغاواط في محطات الدورة المركبة ومحطات طاقة الرياح والخلايا الكهروضوئية.

### إيبردرولا إنيرجيا إنترناسيونال، SAU
باعتبارها شركة فرعية في إسبانيا، تقوم هذه الشركة بتنسيق سياسات واستراتيجيات مجموعة Iberdrola في المناطق الدولية، وخاصة في إنتاج وتسويق الكهرباء من خلال المصادر المتجددة. وهي تركز على توفير الخدمات المشتركة للشركات التابعة لها، مع الحفاظ على الاستقلالية في توجيه وإدارة أعمالها.

## روابط خارجية
- الموقع الرسمي

### مقالات صحفية
- نحتاج إلى سياسة طاقة أوروبية منسقة ووضع حد للدول التي تحمي مصالحها الخاصة
- مين يختار Iberdrola لبناء خط أنابيب الغاز لخصائص الدولة [وصلة مكسورة] [ رابط ميت دائم ][ رابط ميت دائم ]
- Iberdrola تبدأ العمل في أول مزرعة رياح بحرية ألمانية، وتخطط 11 جيجاواط من الرياح البحرية في أوروبا
- مشروع Iberdrola المشترك يمنح استثمارات بقيمة 182 مليون دولار لمزارع الرياح البرازيلية
- مؤسسة Iberdrola USA وبرنامج Fundacion Iberdrola للمنح الدراسية يكملان العام الأول بنجاح
- Iberdrola تستثمر 1.6 مليار يورو في مزرعة الرياح الألمانية
- طاقة الرياح في بولندا: Iberdrola يفتح مزرعة للرياح
- Iberdrola أسعار السندات 750 مليون يورو 2017
- شركة Iberdrola USA التابعة لها معروفة بجهود الاسترداد الرملية المتميزة
- Iberdrola تبيع مليار يورو السندات